# Скорость передачи данных
Скорость передачи данных — в вычислительной технике — количество бит данных, передаваемых за единицу времени. Равна {\displaystyle R_{b}=1/T_{b}}, где {\displaystyle T_{b}} —  длительность бита. Следует отличать от термина, используемого в теории информации, — скорости передачи информации. Эти значения равны в случае одинаковой априорной вероятности передачи битов и отсутствия шума в канале связи.

## Единицы измерения
Бит в секунду (англ. bits per second, bps) — базовая единица измерения скорости передачи данных, используемая на физическом уровне сетевой модели OSI или TCP/IP.

## Связь с символьной скоростью
В случае использования многопозиционной модуляции, когда один символ передаёт {\displaystyle \log _{2}(M)} битов, число различных символов равно {\displaystyle M}, поэтому длительность одного символа равна {\displaystyle T=T_{b}\log _{2}(M)}. Следовательно скорость передачи данных связана с символьной скоростью по формуле:
{\displaystyle R_{b}={\frac {1}{T_{b}}}={\frac {\log _{2}(M)}{T}}=R\log _{2}(M)}, где {\displaystyle R={\frac {1}{T}}} — скорость передачи символов.
Единицей измерения символьной скорости является бод (англ. baud). Названа в честь Эмиля Бодо, французского инженера и изобретателя в области телеграфии. В случае двоичного кодирования бод равен биту в секунду.
Например, в современных модемах используется квадратурная амплитудная модуляция (QAM — КАМ), и одним изменением уровня сигнала кодируется несколько битов информации. Например, при использовании QAM-16 имеем {\displaystyle M=16}, если символьная скорость составляет 2400 бод, то скорость передачи данных составляет 9600 бит/c, так как один символ передаёт 4 бита.

## Методы повышения скорости передачи данных
Одним из способов повышения скорости передачи данных является применение технологии цифровых антенных решёток и реализации на её основе адаптивных антенных решёток со слабо коррелированными антенными элементами. Системы связи, которые используют такие антенны, получили название MIMO систем (Multiple Input Multiple Output). Наращивание их пропускной способности достигается увеличением количества антенных элементов на основе технологии Massive MIMO.
Скорость передачи полезных данных всегда меньше скорости передачи данных из-за присутствия в сетевых протоколах кроме нагрузки протокола служебных заголовков.